# نوربرت ترولر
نوربرت ترولر (انگلیسی: Norbert Troller؛ ۱۸۹۶ – ۱۹۸۴) معمار، گرافیست، و نقاش آمریکایی بود.